# امانوئل سیکورا
امانوئل سیکورا (انگلیسی: Emmanuelle Sykora؛ زادهٔ ۲۱ فوریهٔ ۱۹۷۶) بازیکن فوتبال اهل فرانسه است.
از باشگاه‌هایی که در آن بازی کرده‌است می‌توان به باشگاه فوتبال زنان المپیک لیون اشاره کرد.
وی همچنین در تیم ملی فوتبال زنان فرانسه بازی کرده‌است.